# Babe (Bragance)
Pour les articles homonymes, voir Babe (homonymie).
Babe est une freguesia portugaise du concelho de Bragance, avec une superficie de 25,62 km2 et avec une densité de population de 9,3 hab/km2 pour 238 habitants (2011).